# 6179 Brett
6179 Brett (1986 EN) là một tiểu hành tinh vành đai chính được phát hiện ngày 3 tháng 3 năm 1986 bởi Shoemaker, C. S. ở Palomar.